# Said Muhammad Rahim II.

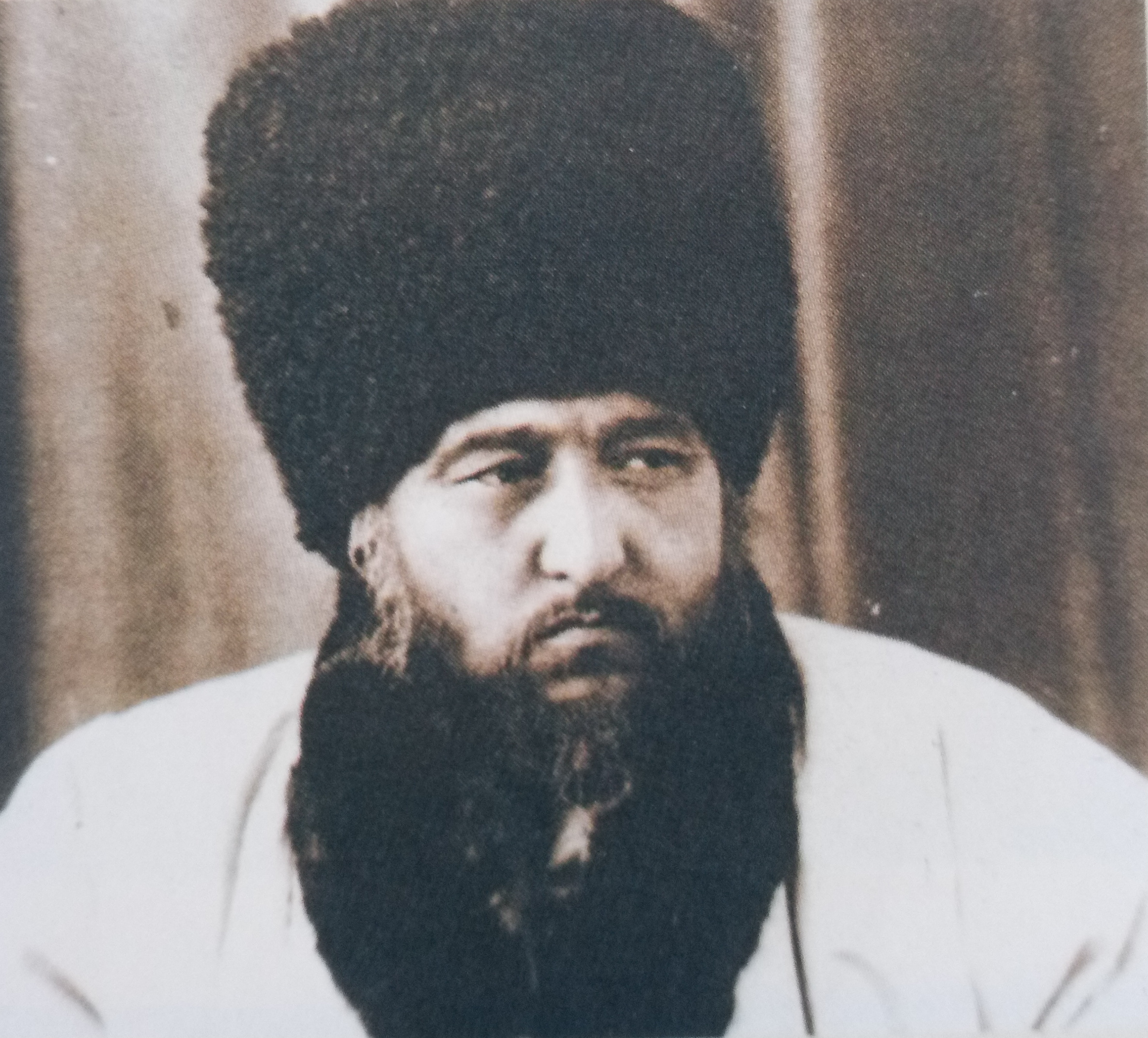
Khan Said Muhammad Rahim II.

Khan Said Muhammad Rahim II. († 1910) war Herrscher des Khanats Chiwa. Seine Regierungszeit war 1863 bis 1910. Unter seiner Herrschaft wurden mehrere bedeutende Bauten der historischen Altstadt Chiwas Ichan Qalʼа, heute UNESCO-Welterbe, wie beispielsweise die nach ihm benannte Medrese Muhammad Rahim Khan errichtet. Said Muhammad Rahim II. war unter dem Namen Feruz Shah ein bekannter Dichter. Seine Gedichte wurden in den Werken Die Gazelle des Feruza, Die Gedichte des Feruza und der Gedichtsammlung des Feruza veröffentlicht. Während der Regierungszeit Said Muhammad Rahim II. eroberte 1873 das zarische Russische Kaiserreich das Khanat Chiwa und gliederte es als Protektorat ins Imperium ein.